# Mar d'Aral

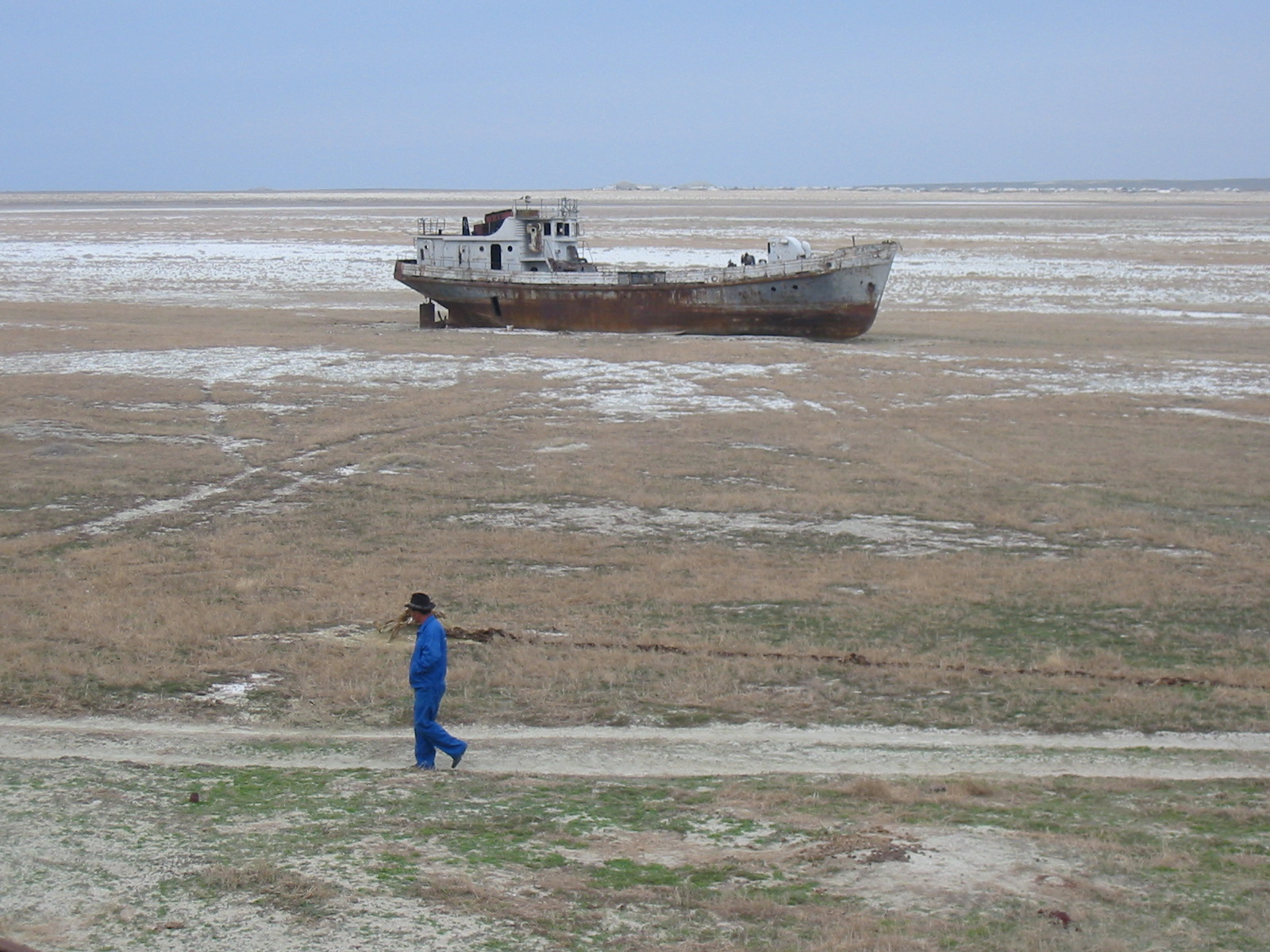
Vaixell a una zona dessecada del Mar d'Aral

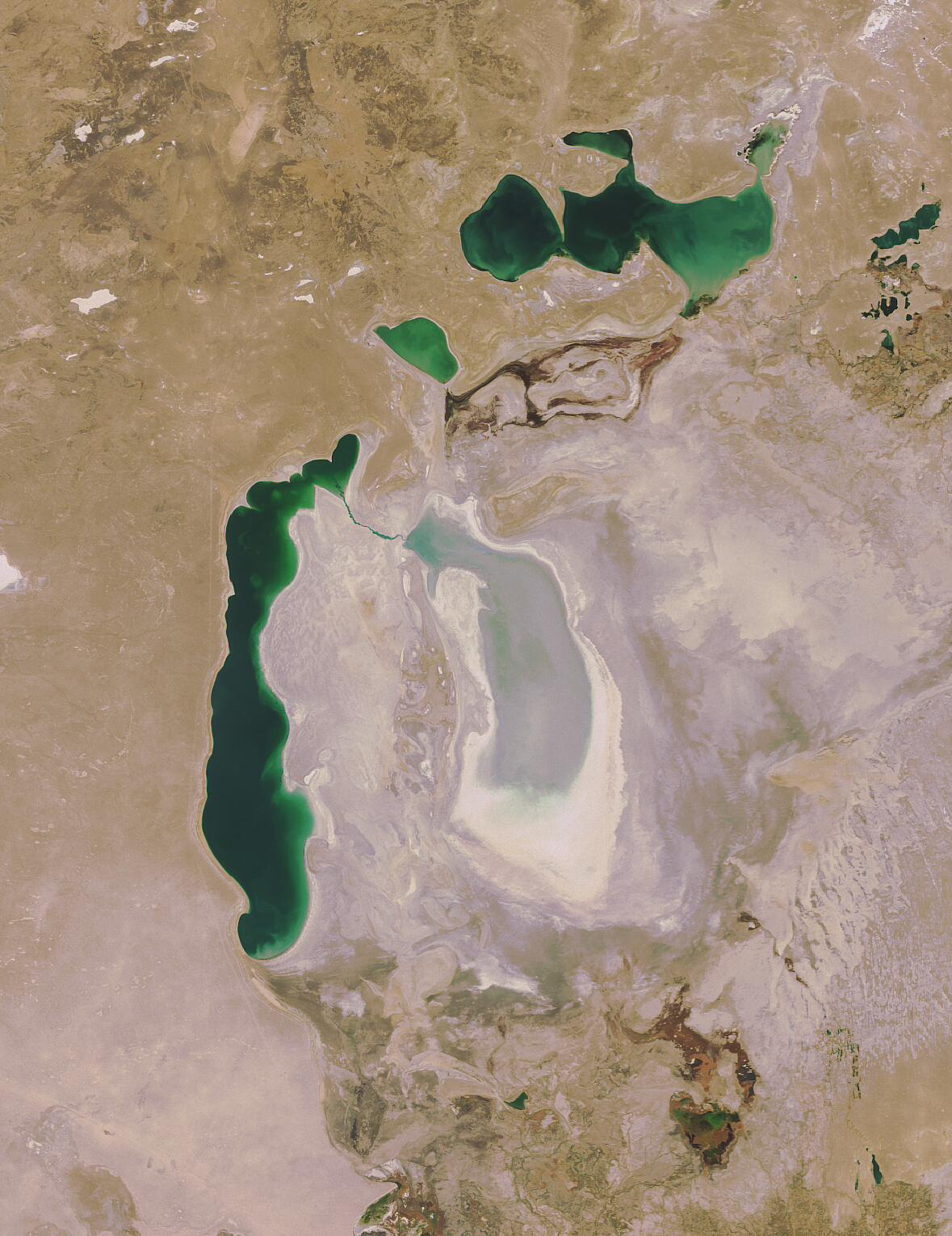
Estat de la Mar d'Aral a l'octubre de 2008

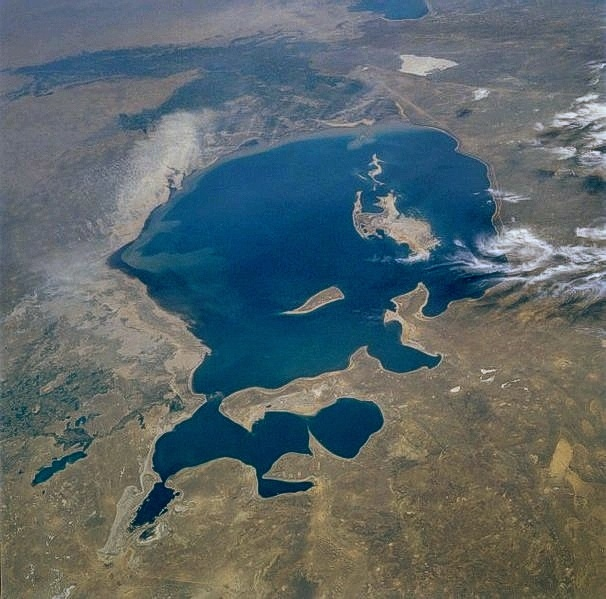
El mar d'Aral vist de l'espai el 1985.

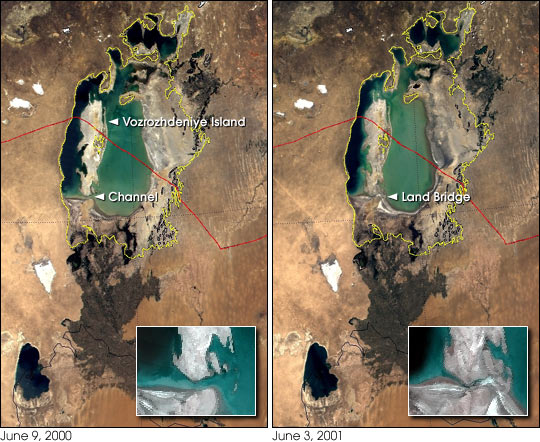
Moment en què l'illa Renaixement, originalment al centre de l'Aral, es converteix en una península (fi de 2000-començament de 2001).

Animació de l'estat del mar d'Aral.

La mar d'Aral (en kazakh Арал Теңізі, Aral Tengizi; en uzbek Orol dengizi, en rus Аральское море, Aràlskoie more, o bé Арал, Aral) és una mar interior endorreica de l'Àsia central, també considerada un llac d'aigua salada. Té grans dimensions (uns 27.000 km²) i es troba entre el Karakalpakstan (república autònoma de l'Uzbekistan) al sud, i les regions de la Kizilòrdia i Aktubinsk del Kazakhstan al nord, que va començar a reduir-se en la dècada de 1960 i s'havia assecat en gran part en la dècada de 2010. El nom es tradueix aproximadament com a "Mar d'illes", fent referència a les més de 1.100 illes que havien esquitxat les seves aigües. En les Llengües mongòliques i turqueses, aral significa "illa, arxipèlag". La Conca hidrogràfica del mar d'Aral abasta l'Uzbekistan i parts del Tadjikistan, el Turkmenistan, el Kirguizstan, el Kazakhstan, l'Afganistan i l'Iran. El seu nom prové del túrquic aral (illa). Originalment, se'n deia de l'indret corresponent a la desembocadura de l'Amudarià, i posteriorment de tot el llac.
La depressió del mar d'Aral s'originà a conseqüència d'un plegament de l'escorça terrestre al Pliocè tardà. Té com a afluents els rius Sirdarià i Amudarià, que, amb tot i això, no fan canviar la seva salinitat.
A partir de la dècada de 1960, la mar d'Aral va perdent extensió considerablement, ja que els rius que hi desemboquen foren desviats per l'URSS (que llavors governava el Kazakhstan i l'Uzbekistan) per a la creació de regadius; de fet, des del 1987 la mar d'Aral està partida en dues parts, amb la meridional (la més extensa) assecant-se molt més de pressa que la septentrional.
El 1995 es varen relligar les dues parts amb un canal que assegurava el bescanvi d'aigua. Tanmateix, el dessecament ha continuat excessivament de pressa.
La superfície ha disminuït aproximadament de 60%, i el volum d'aigua ho ha fet gairebé de 80%. El 1960, la mar d'Aral era el quart llac més gran del món, amb una superfície d'uns 68.000 km² (si fa no fa l'extensió dels Països Catalans) i un volum de 1.100 km³ d'aigua; el 1998, la superfície havia baixat als 28.687 km² i ja era el vuitè més gran del món. En el mateix període, la salinitat de la mar d'Aral s'ha apujat d'uns 10 g/l a prop de 45 g/l.
El 2003 la Mar d'Aral se situava a 31 msnm, la profunditat màxima assolida era de 45 m. El volum d'aigua era de 112,8 km³, amb una àrea de conca de 690.000 km².
El 2006, la part del Sud es va dividir en oriental i occidental, conformant tres parts: la Mar d'Aral del Nord, la part oriental somera i la part occidental profunda. La part sud-occidental, però, espera clarament la seva completa extinció perquè no té cap afluent. El conjunt de les tres parts cobertes d'aigua té una superfície de 18.240 km².
El 2009, el llac del sud-est havia desaparegut i el llac del sud-oest s'havia retirat a una fina franja a la vora occidental de l'antic mar del sud. En els anys posteriors, els fluxos d'aigua ocasionals han fet que el llac del sud-est de vegades es reompli en petit grau. Les imatges de satèl·lit de la NASA l'agost de 2014 van revelar que per primera vegada a la història moderna la conca oriental del mar d'Aral s'havia assecat completament. La conca oriental s'anomena ara desert d'Aralkum.
En un esforç constant al Kazakhstan per salvar i reposar el mar d'Aral del Nord, la presa de Dic de Kokaral es va completar el 2005. El 2008, el nivell de l'aigua havia augmentat 12 m 0 per sobre del 2003. La salinitat ha baixat, i els peixos tornen a estar presents en nombre suficient perquè alguna pesca sigui viable. La profunditat màxima del mar d'Aral del Nord era de 42 m en data de 2008).
L'exsecretari general de les Nacions Unides, Ban Ki-moon, va qualificar la reducció del mar d'Aral com "un dels pitjors desastres ambientals del planeta". La indústria pesquera abans pròspera de la regió ha estat devastada, provocant atur i dificultats econòmiques. L'aigua del riu Syr Darya desviat s'utilitza per regar uns 2 milions d'hectàrees de terres de conreu a la vall de Ferghana. La regió del mar d'Aral està molt contaminada, amb els consegüents problemes de salut pública greus. La UNESCO ha afegit documents històrics sobre el mar d'Aral al seu Registre de Memòria del Món com a recurs per estudiar la tragèdia ambiental.

## Formació
L'Amudarià desembocava a la mar Càspia a través del canal Uzboy fins a l'Holocè. El geògraf Nick Middleton creu que no va començar a desembocar al mar d'Aral fins aquell moment.

## Problemes ambientals
La mar d'Aral està fortament pol·luïda, principalment a conseqüència de les proves d'armament, els projectes industrials i els vessaments de fertilitzants abans de la desaparició de la Unió Soviètica.
Per tal d'impedir la dessecació total, s'ha proposat molts projectes, entre les quals hi ha la construcció d'un canal a partir de la mar Càspia o el desviament dels rius de Sibèria.

## Història
La Mar d'Aral fou explorada i cartografiada per primer cop el 1848-49, a càrrec de A.I. Butakovým
El 1918, el govern rus de Vladímir Lenin i els bolxevics va decidir de canalitzar l'aigua de l'Amudarià i el Sirdarià per a implantar una agricultura de regadiu basada sobretot en el cotó (l'or blanc), però també per a plantar arròs, melons i cereals. De fet, avui en dia l'Uzbekistan ha reeixit com a exportador de cotó.
Els canals d'irrigació van començar a construir-se a gran escala durant els anys 1930. La qualitat de la construcció de molts d'aquests canals era ínfima, la qual cosa deixava que una part de l'aigua es filtrés o s'evaporés. En el cas del Canal del Karakum, el més gran de l'Àsia central, es desaprofita probablement fins a 70% de l'aigua. Encara avui només 12% de la llargària total de canals d'irrigació de l'Uzbekistan està impermeabilitzada.
Abans de 1960, es calcula que ja es desviaven a la terra entre 20 i 50 quilòmetres cúbics d'aigua. Així, la major part del subministrament d'aigua del mar d'Aral s'havia desviat i en la dècada dels 60, el mar va començar a minvar. Entre 1961 i 1970, el nivell del mar d'Aral va descendir a un ritme mitjà de 20 cm l'any. En els anys 70, el ritme de descens del nivell gairebé es va triplicar, fins a assolir entre 50 i 60 cm anuals. En els anys 80, el nivell del mar es reduïa una mitjana d'entre 80 i 90 cm cada any. I malgrat això, el volum d'aigua utilitzada per a la irrigació continuar d'augmentar: La quantitat d'aigua extreta dels rius es va duplicar entre 1960 i 1980. Mentrestant, la producció de cotó gairebé es va duplicar en el mateix període.
Els soviètics, però, ja sabien que la Mar d'Aral havia de desaparèixer. Sembla que l'URSS considerava el Mar d'Aral com un "error de la natura", de fet, un enginyer soviètic diria el 1968 que "és evident per a tothom que l'evaporació de la Mar d'Aral és inevitable".

## Situació actual
La superfície de la mar d'Aral s'ha reduït actualment de 60%, i el seu volum gairebé de 80%. El 1960, la mar d'Aral era el quart llac més gran del món, amb una àrea aproximada de 68.000 km², i un volum de 1100 km³. El 1998, ja havia baixat fins a 28.687 km², el vuitè llac del món. Durant el mateix interval de temps, la salinitat del mar havia augmentat de prop de 10g/litre fins a vora 45 g/l.
El 1987, la disminució progressiva del nivell de les aigües va acabar per dividir el llac en dos volums d'aigua separats, la mar d'Aral Nord i la mar d'Aral Sud, aquesta darrera dividida al seu torn en la porció central i la porció occidental. Encara que es va construir un canal artificial per a relligar la part nord i la part sud, la connexió ja s'havia perdut el 1999, a causa de la més i més acusada descensió de les aigües.
Tanmateix, es van dur a terme treballs per a preservar el mar d'Aral Nord, incloent-hi la construcció d'embassaments que garantissin la preservació d'un flux constant d'aigua dolça. El batlle de la ciutat d'Aral va fer construir el 1995 un dic de 22 km de llargada fet de sorra i canyes. Acabat el 1996, va permetre immediatament d'evitar que les aigües del riu es perdessin al delta, i de fer tornar a pujar el nivell de la part septentrional d'aquesta mar, coneguda com la Mar Petita. Una tempesta va destruir aquest dic el 1999 i el nivell de la mar perdé, parcialment, el que havia guanyat.
L'octubre de 2003, el Govern del Kazakhstan va fer conèixer un pla per a bastir una resclosa de betó, que amb finançament del Banc Mundial separaria les dues meitats del mar d'Aral, de manera que es pogués elevar el nivell de l'aigua al tros nord del mar i reduir els nivells de salinitat; l'objectiu es va aconseguir el 2007. Per raons econòmiques, el mar d'Aral Sud ha estat abandonat a la seva sort. En la seva agonia, està deixant enormes planes de sal, que produeixen tempestes de sorra que arriben a llocs llunyans com el Pakistan i l'Àrtic i que fan els hiverns més freds i estius més càlids. Una de les temptatives de mitigar aquests efectes consisteix en la plantació de vegetació a l'antic fons del mar, ara terra ferma.
A l'estiu del 2003, el mar d'Aral Sud desapareixia més de pressa del que s'havia previst. La superfície està ara només a 30,5 metres sobre el nivell del mar (3,5 metres més baixa del que s'havia previst a principis dels anys noranta), i l'aigua té una salinitat 2,4 vegades més gran que la de l'oceà. A les parts més profundes del mar, les aigües més baixes tenen una més gran concentració de sal que les superficials, conformant dos tipus d'aigua que no es barregen entre si. Per això, només la part superficial del mar s'escalfa a l'estiu, i aquesta s'evapora a més velocitat que no es podria esperar. Segons estimacions basades en dades recents, la part occidental del mar d'Aral Sud haurà desaparegut en els  quinze anys següents (2003), mentre que la part oriental podria mantenir-se, precàriament, indefinidament.
L'ecosistema del mar d'Aral i dels deltes dels rius que hi conflueixen està pràcticament destruït, en gran manera per culpa de l'altíssima salinitat. A més, la terra entorn del mar està molt pol·luïda, i les persones que viuen a la regió pateixen escassetat d'aigua dolça, així com problemes de salut diversos. La contracció del mar ha deixat extenses planes (anomenades Aralkum -Desert de l'Aral-) descobertes i plenes de sal i de productes tòxics, que són arrossegats pel vent a les zones habitades. La població propenca al mar d'Aral presenta una incidència elevada de certes formes de càncer i malalties pulmonars, entre altres patologies, probablement degudes a canvis en l'ADN.
Els cultius tradicionals també són destruïts per la sal que es diposita a la terra. La ciutat de Moynaq a l'Uzbekistan va tenir en el passat un port bulliciós i una indústria pesquera que donava feina a prop de 60.000 persones. Actualment, la ciutat és a molts quilòmetres de la nova costa. Els vaixells pesquers es troben varats a terra sobre les planes que una vegada van ser fons del mar. Molts d'aquests vaixells fa més de 20 anys que estan abandonats. L'única empresa pesquera que resta a la zona s'encarrega d'importar peix del mar Bàltic, a milers de quilòmetres.
La tragèdia de la costa de l'Aral va ser narrada a la pel·lícula Psy (Псы, "Gossos"), de Dmitri Svetozarov (URSS, 1989). La pel·lícula va ser filmada en una de les ciutats fantasma de la costa, entre edificis i vaixells abandonats.
També s'ha fet un curtmetratge dirigit per Isabel Coixet l'any 2010, titulat Aral, el mar perdido. El curtmetratge es filmà a la ciutat de Moynaq i als encontorns, mostrant imatges de l'antiga fàbrica pesquera de la ciutat, vaixells abandonats entre la sorra i la nova costa del mar d'Aral, entrevistant diversos habitants de la zona que han patit la dessecació d'aquest mar.

## Antics ports
- Aral (Kazakhstan);
- Moynaq (Uzbekistan);
- Kazakhdaria (Uzbekistan).

## Antigues illes
- Illa de Vozrojdénia
- Illa de Barsakelmes
- Kokaral